# George Burgwyn Anderson
Pour les articles homonymes, voir George Anderson et Anderson.
George Burgwyn Anderson (12 avril 1831 - 17 octobre 1862) est un officier de carrière, servant en premier dans l'armée américaine d'avant-guerre (en), puis meurt de ses blessures infligées au cours de la guerre de Sécession, alors qu'il est officier général dans l'armée confédérée. Il est parmi les six généraux tués ou blessés mortellement lors de la bataille d'Antietam, en septembre 1862.

## Avant la guerre
George B. Anderson, le fils aîné du planteur (en) William E. Anderson et sa femme Frances Eliza Burgwyn, naît près de Hillsboro, en Caroline du Nord. Anderson est le cousin au deuxième degré du colonel Henry K. Burgwyn du 26th North Carolina. Il entre à l'institut de Caldwell, où il obtient son diplôme, major de sa promotion. Pendant ses études à l'université de Caroline du Nord, il reçoit une nomination à l'académie militaire de West Point et diplômé dixième sur quarante-trois cadets de la promotion de 1852,,. Il est breveté second lieutenant dans le 2nd U.S. Dragoons et formé à l'école de cavalerie aux Carlisle Barracks, en Pennsylvanie. Anderson est promu second lieutenant le 21 mars 1854.

## Carrière militaire et mariage
À la suite de sa formation, Anderson est envoyé en Californie pour aider au relevé topographique d'un projet de chemin de fer avant de rejoindre son régiment à Fort Chadbourne dans le Texas. Le 13 décembre 1855, il est promu premier lieutenant. Il commande sa troupe de cavalerie lors d'une marche du Texas à travers les plaines vers Fort Riley, au Kansas. En 1858, il est l'adjudant du régiment, tout en servant dans le territoire de l'Utah pendant la guerre de l'Utah et est promu capitaine. En 1859, il est envoyé à Louisville, dans le Kentucky, pour servir en tant qu'officier de recrutement. Là, il rencontre et épouse Mildred Ewing. Il sert également pendant une autre période en tant qu'adjudant d'août 1858 à septembre 1859.

## Guerre de Sécession
Avec le déclenchement de la guerre de Sécession, Anderson démissionne de sa commission dans l'armée américaine le 25 avril 1861 et retourne chez lui. Le gouverneur de la Caroline du Nord, John Willis Ellis, le nomme colonel du 4th North Carolina Infantry, le 16 juillet. Anderson commande la garnison confédérée à Manassas, en Virginie, du 14 octobre 1861 au 25 mars 1862. Anderson dirige habilement son régiment lors de la bataille de Williamsburg, en mai 1862 et est récompensé un mois plus tard avec une promotion au grade de brigadier général le 9 juin. Il reçoit le commandement d'une brigade dans la division du major-Général D. H. Hil lors des combats de la bataille de Sept Jours et de Malvern Hill, où il est blessé à la main pendant l'assaut confédéré. Lors de la récupération, il participe à la défense autour de Richmond, en Virginie, en juillet 1862, servant dans la 4th brigade de la division du major-général G. W. Smith.

### Campagne du Maryland et mort
Maintenant en mesure de reprendre son service, Anderson reprend le commandement de sa brigade à temps pour la campagne du Maryland. Il combat lors de la bataille de South Montain, avant de marcher dans la vallée de Cumberland vers Sharpsburg, Maryland, lorsque l'armée de Virginie du Nord se concentre. Au cours de la bataille d'Antietam, les vétérans de Caroline du Nord d'Anderson défendent une partie de la Sunken Road (connue sous le nom de « Bloody Lane ») contre les attaques répétées de l'Union. Une balle Minié frappe Anderson près de sa cheville, le blessant gravement. Anderson est transporté à Shepherdstown, puis par wagon dans la vallée de la Shenandoah jusqu'à Staunton, en Virginie, pour récupérer. Il est finalement transporté par train à Raleigh, Caroline du Nord, où il meurt à la suite de l'amputation du pied infecté. Il succombe à ses blessures un mois et demi plus tard.
Anderson est enterré dans le cimetière historique d'Oakwood à Raleigh.